# Cháy rừng Hy Lạp 2009

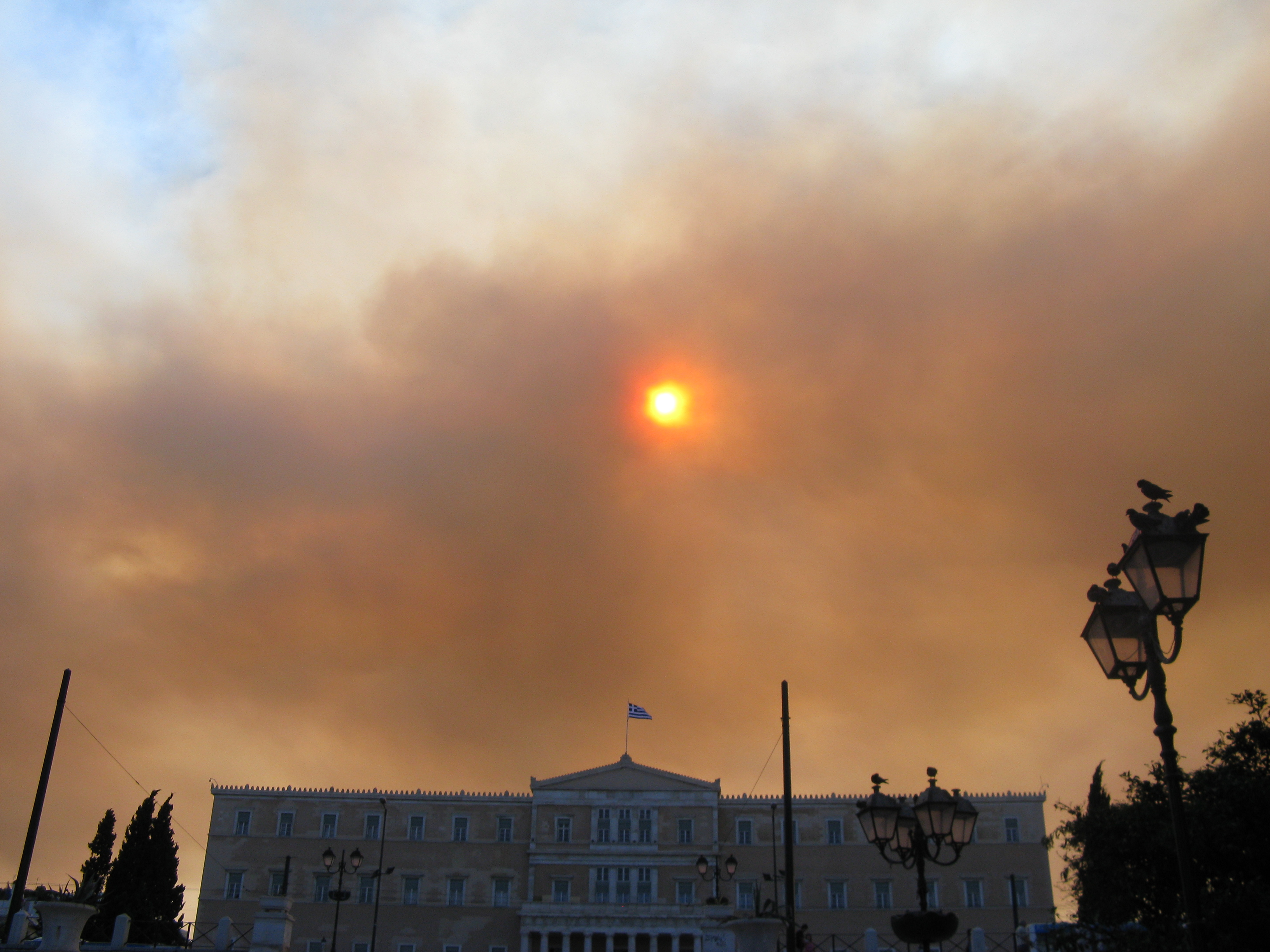
Khói trên Quảng trường Syntagma, Athens, Hy Lạp, 22 tháng 8 năm 2009

Vụ cháy rừng tại Hy Lạp năm 2009 là một loạt các vụ cháy lớn bùng lên trên một số khu vực ở Hy Lạp trong mùa hè năm 2009.

## Hỏa hoạn
Đám cháy của năm 2009 khởi sự vào chiều tối thứ sáu, ngày 21/8/2009 và thiêu rụi một khu vực có chiều rộng khoảng hơn 40 cây số trong bốn ngày kế tiếp. Các phi cơ và trực thăng thuộc lực lượng cứu hỏa khởi sự hoạt động vào lúc rạng đông, nhưng với gió mạnh ngọn lửa đã không thể bị ngăn chặn. Các hình ảnh chiếu trên đài truyền hình cho thấy hai phi cơ và hai trực thăng đổ nước lên cánh rừng thông đang bùng cháy bên ngoài Agios và ngọn lửa tiếp tục bùng lên chỉ vài giây sau khi các phi cơ này trút xong nước và đi nơi khác ngày 24/8.
Các cánh rừng thông bao bọc chung quanh khu ngoại ô Bắc Athena đã giúp cho ngọn lửa lan ra nhanh chóng hơn. Đến ngày 23/8, ngọn lửa đến núi Penteli và khu vực cách trung tâm thủ đô Athena chỉ vào khoảng 20 cây số, phá hủy nhà cửa và khiến hàng ngàn người phải trốn chạy trong những cuộc di tản vào ban đêm. Quân đội phải di chuyển hỏa tiễn phòng không ra khỏi một căn cứ nằm trên đường tiến của ngọn lửa. Có 12 phi cơ, 9 trực thăng đang giúp ngăn ngọn lửa, bên cạnh hàng trăm lính cứu hỏa, binh sĩ và những người tình nguyện. Ý gửi đến hai phi cơ, Pháp gửi hai phi cơ và Síp gửi một trực thăng.

## Di tản
Các viên chức cơ quan cứu hỏa và chính quyền địa phương di tản dân chúng ở vùng ngoại ô Agios Stefanos, nằm cách Athena chừng 23 cây số về phía Đông Bắc, khi ngọn lửa đến rất gần trung tâm thành phố. Các phi cơ được điều động đến, bay rất thấp để thả nước tìm cách dập tắt ngọn lửa. "Tôi kêu gọi tất cả mọi người hãy di tản theo chỉ thị của cảnh sát," viên phó thị trưởng thành phố Agios Stefanos, Panaviotis Bitakos, tuyên bố với sự xúc động trên đài truyền hình Skai TV. "Chúng tôi đã khẩn cầu giới hữu trách từ sáng sớm để gửi thêm nhân sự cứu hỏa... Bây giờ thì đã quá trễ... Quá trễ rồi." Vào khoảng 1 giờ 30 trưa, ngày 23/8, cảnh sát sử dụng xe phóng thanh ra lệnh cho chừng 10.000 người ở nơi này phải di tản ngay lập tức và kéo ra đường chính dẫn về hướng Athena. Dân chúng hốt hoảng tập trung ở công trường lớn nhất trong thành phố trong khi những người khác cố bảo vệ căn nhà của họ, dùng ống vòi tưới cây, xô nước, và ngay cả các cành cây để dập lửa. Dân chúng chạy ra khỏi khu vực hỏa hoạn bằng đủ mọi phương cách, đi bộ, xe gắn máy và xe hơi trong khi điện nước đều bị cắt. Trên màn ảnh truyền hình người ta thấy cảnh dân chúng ở nhiều nơi nhốn nháo hoảng sợ kêu gọi sự giúp đỡ, nhiều người than phiền rằng cháy tới nơi mà họ chẳng thấy xe cứu hỏa ở đâu.

## Niên đại các vụ hỏa hoạn tại Attiki
- 1981: Kifisia, 612 hecta
- 1982, Dionysos, 1.360 hecta
- 1986: Varibombi, 500 hecta
- 1992: Avlona, 6.700 hecta
- 1993, Pendeli, 5.700 hecta
- 2005: Raphina, 1.100 hecta
- 2007: Parnitha, 5.000 hecta[3]